# Oresbius septentrionalis
Oresbius septentrionalis là một loài tò vò trong họ Ichneumonidae.